# Ceny Thálie
Ceny Thálie – czeskie nagrody teatralne, przyznawane od 1993 r. przez stowarzyszenie Herecká asociace w celu uhonorowania wyróżniających się osiągnięć w teatrze czeskim. Ich nazwa pochodzi od imienia muzy komedii – Talii.